# Seznam osebnosti iz Občine Medvode
Seznam osebnosti iz Občine Medvode vsebuje osebnosti, ki so se tu rodile, delovale ali umrle.

## Religija
- Peter Seebach, duhovnik, škof (okoli 1500, Smlednik – 1568, Gornji Grad)
- Oto Friderich Buchheim, duhovnik, škof (1606, Dunaj, Avstrija / 1604, Passau, Nemčija – 1664, Passau, Nemčija), začel je z gradnjo Dvorca Goričane.
- Janez Krstnik Skerpin, duhovnik, nabožni pisatelj (okoli 1670, Medvode – 1715, Ljubljana)
- Adam Stör, duhovnik, filozof (1678, Smlednik – ?)
- Jožef Bevk, duhovnik (1811, Sora, Medvode – 1860, Svibno)
- Andrej Čebašek, duhovnik, teolog (1820, Smlednik – 1899, Ljubljana)
- Jakob Aljaž, duhovnik, skladatelj, alpinist (1845, Zavrh pod Šmarno Goro – 1927, Dovje)
- Josip Marinko, duhovnik, pisatelj, organizator (1848, Ljubljana – 1921, Preska, Medvode)
- John Sonc, duhovnik, misijonar (1861, Smlednik – 1915, Šentpavel)
- Ivan Krstnik Žibert, duhovnik, redovnik, zgodovinar, bibliotekar (1874, Preska, Medvode – 1945, Ljubljana)
- Ivan Knific, duhovnik, potopisec (1875, Hraše, Medvode – 1950, Ljubljana)
- Vinko Zor, duhovnik, prosvetni delavec (1892, Vaše – 1964, Medvode)
- Ivan Nepomuk Zore, teolog, duhovnik, redovnik, urednik (1893, Valburga – 1987, Maribor)
- Anton Duhovnik, duhovnik in funkcionar Slovenske legije (1910, Preska, Medvode – 1945, Mauthausen)

## Vojska
- Tine Rožanc, komunist, narodni heroj (1895, Ljubljana – 1942, Ljubljana)
- Franc Bukovec, partizan, narodni heroj, komunist (1910, Verje – 1942, Vnanje Gorice)
- Franc Rozman, partizan, general, narodni heroj, španski borec (1912, Spodnje Pirniče – 1944, Lokve)
- Lizika Jančar, partizanka, narodna herojinja, študentka (1919, Maribor – 1943, Ljubljana / Belo, Medvode)
- Janez Burgar, partizan, politik, tesar (1920, Hraše, Medvode)
- Albin Grajzar, partizanski komandant, narodni heroj (1922, Smlednik – 1944, Metnaj)

## Umetnost

### Gledališče, film in glasba
- Alojzij Sachs, glasbenik, skladatelj, učitelj (1869, Medvode – 1910, Ljubljana)
- Vinko Krek, glasbenik, skladatelj (1874, Smlednik – 1914, Ukrajina)
- Lovro Hafner, glasbenik, organist (1883, Stara Loka – 1963, Preska, Medvode)
- Fran Žižek, dramaturg, režiser, gledališki in televizijski ustvarjalec (1914, Maribor – 2008, Medvode)
- Črt Škodlar, lutkar, režiser, filmar, scenarist (1934, Smlednik)
- Peter Škrjanec, akademski glasbenik - muzikolog, dirigent, pianist, glasbeni pedagog (1942, Medvode)
- Sten Vilar, igralec, animator, profesor pedagogike (1957, Medvode)
- Janez Škof, igralec, harmonikar, pevec (1960, Medvode)

### Slikarstvo, fotografija in drugo
- Franc Pustavrh, slikar (1827, Topol pri Medvodah – 1871, Sela pri Kamniku)
- Franc Strupi, steklar (1866, Hraše, Medvode – 1930, Celje)
- Frančišek Dobnikar, risar (1878, Topol pri Medvodah – 1901, Ljubljana)
- Tomaž Hostnik, slikar, pesnik, konceptualni umetnik, soutemeljitelj Laibacha (1961, Medvode – 1982, Medvode)
- Janko Vertin, muzealec, izdelovalec maket (1897, Preska, Medvode – 1983, Ljubljana)
- Edi Šelhaus, fotograf, fotoreporter, pisatelj (1919, Podkraj, Ajdovščina – 2011, Zbilje)
- Emil Pohl, slikar, restavrator (1930, Medvode – 2002, Ljubljana)
- Andreja Peklaj, fotografinja (1948, Vikrče)
- Zvonka T Simcic, slikarka, multimedijska umetnica, (1963, Žlebe)

### Književnost
- Fran Ločniškar, pesnik, pisatelj (1885, Zbilje – 1947, Ljubljana)
- Elisaveta Bagrjana, bolgarska pesnica (1893, Sofija, Bolgarija – 1991, Sofija, Bolgarija)
- Vasja Ocvirk, pisatelj, dramatik, publicist (1920, Medvode – 1985, Izola)
- Polde Oblak, pesnik, geograf (1924, Medvode – 1993)
- Cvetka Sokolov, pisateljica, pesnica (1963, Ljubljana)

## Pravo in politika
- Matija Kavčič, pravnik, politik (1802, Medvode – 1863, Ljubljana)
- Vinko Kristan, politični delavec, komunist, publicist (1917, Verje – 1942, Ljubljana)
- Edo Bregar, politik, gospodarstvenik, izumitelj, ekonomist, partizan (1918, Dobovec, Trbovlje – 1972, Medvode)

## Humanistika in znanost
- Hinko Sax, tiskar, knjigarnar, urednik (1872, Medvode – 1962, Maribor)
- Vilko Mazi, pisatelj, surdopedagog, logoped (1888, Črnomelj – 1986, Vikrče)
- Branislava Sušnik, antropologinja (1920, Medvode – 1996, Asunción, Paragvaj)
- Janez Beravs, kemijski inženir, ekonomist (1923, Ladja, Medvode – 1996, Kranj)
- Lojze Kastelic, krajevni zgodovinar, čebelar (1923, Mali Vrh, Mirna Peč – 2010, Vikrče)
- Martina Šircelj, knjižničarka/bibliotekarka, strok. za mladinsko književnost (1930, Smlednik - 2024)
- Marjeta Žebovec, bibliografinja, lektorica, prevajalka, slavistka (1960, Jesenice)
- Barbara Pregelj, prevajalka, literarna zgodovinarka (1970, Ptuj)

## Šolstvo in šport
- Ivan Barle, učitelj (1841, Zgornje Pirniče – 1930, Novo mesto)
- Izidor Šušteršič, deskar na snegu (1977, Medvode)
- Aleš Borčnik, balinar (1986, Ljubljana, kot učitelj športne vzgoje je zaposlen na Osnovni šoli Medvode.
- Blaž Cof, kanuist na divjih vodah (1991, Ljubljana), štirikrat zaporedoma je bil imenovan za športnika občine Medvode.

## Drugo
- Jože Oseli, kuharski mojster (1949, Medvode)